# Moody's
Dịch vụ nhà đầu tư của Moody (tiếng Anh: Moody's Investors Service-viết tắt: MIS), hay thường được gọi là thang Moody, là cách thức đánh giá mức độ tin cậy của trái phiếu trong hoạt động kinh doanh của tập đoàn Moody. Đánh giá này phản ánh về chiến lược kinh doanh và lịch sử hoạt động của tập đoàn. MIS cung cấp thông tin tài chính và nghiên cứu về các vấn đề liên quan đến tín dụng, được cung cấp bởi cơ quan chính phủ hoặc tổ chức thương mại. MIS cùng với Standard & Poor's và Fitch Group được coi là 3 tập đoàn hàng đầu trong lĩnh vực xếp hạng tín dụng.
Công ty sẽ tiến hành xếp hạng khả năng thanh toán nợ của người vay bằng cách sử dụng thang đo đã được chuẩn hóa, từ đó đo lường tổn thất có thể xảy ra đối với các nhà đầu tư trong những sự kiện thiếu hụt. MIS xếp hạng mức độ nợ chứng khoán trong nhiều lĩnh vực thị trường liên quan đến chứng khoán công và thương mại trong thị trường tín dụng. Điều này bao gồm chính phủ, tín dụng doanh nghiệp và tín dụng hợp tác; cũng như các quỹ đầu tư như thị trường quỹ tiền tệ, quỹ thu nhập cố định và quỹ cơ bản; và các tổ chức tài chính bao gồm cả ngân hàng và công ty tài chính không phải ngân hàng. Trong hệ thống xếp hạng của MIS, mức độ đánh giá sẽ được ghi nhận từ Aaa (chất lượng cao nhất) đến C (chất lượng thấp nhất).
Moody's được thành lập vào năm 1909 bởi John Moody để tạo ra các hướng dẫn thống kê liên quan đến hàng hóa và tín dụng, cũng như trái phiếu tín dụng. Năm 1975, công ty được công nhận là Tổ chức Xếp hạng Thống kê Quốc gia (NRSNO).
Đặc biệt, từ đầu những năm 2000, Moody's thường cung cấp những thông tin từ các nhà phân tích của mình cho các nhà báo và thường đưa ra các tuyên bố công khai về tình hình tín dụng. Giống như S&P, Moody's cũng tổ chức các buổi hội thảo công cộng để giáo dục cho các nhà phát hành chứng khoán lần đầu về thông tin mà họ sử dụng để phân tích các trái phiếu nợ.

## Thang xếp hạng tín dụng Moody's
Theo Moody's, mục đích của việc xếp hạng là cung cấp cho các nhà đầu tư một hệ thống bậc đơn giản giúp dự đoán khả năng thanh toán nợ chứng khoán trong tương lai. Mỗi một hạng từ Aa đến Caa, Moody's thêm các con số 1, 2 và 3; con số càng thấp thì xếp hạng càng cao. Hạng Aaa, Ca và C thì không có sự bổ sung con số. Hơn nữa, xếp hạng này không liên quan đến giá cả trên thị trường, mặc dù điều kiện thị trường có thể ảnh hưởng đến rủi ro tín dụng.
| Thang xếp hạng tín dụng Moody's | Thang xếp hạng tín dụng Moody's                                                            | Thang xếp hạng tín dụng Moody's                                  |
| Bậc đầu tư                      | Bậc đầu tư                                                                                 | Bậc đầu tư                                                       |
| Hạng                            | Theo dài hạn                                                                               | Theo ngắn hạn                                                    |
| ------------------------------- | ------------------------------------------------------------------------------------------ | ---------------------------------------------------------------- |
| Aaa                             | Chất lượng cao nhất và rủi ro tín dụng thấp nhất                                           | Hạng 1 Khả năng trả nợ ngắn hạn tốt nhất                         |
| Aa1                             | Chất lượng cao và rủi ro rất thấp.                                                         | Hạng 1 Khả năng trả nợ ngắn hạn tốt nhất                         |
| Aa2                             | Chất lượng cao và rủi ro rất thấp.                                                         | Hạng 1 Khả năng trả nợ ngắn hạn tốt nhất                         |
| Aa3                             | Chất lượng cao và rủi ro rất thấp.                                                         | Hạng 1 Khả năng trả nợ ngắn hạn tốt nhất                         |
| A1                              | Chất lượng trên trung bình và mức rủi ro thấp.                                             | Hạng 1 Khả năng trả nợ ngắn hạn tốt nhất                         |
| A2                              | Chất lượng trên trung bình và mức rủi ro thấp.                                             | Hạng 1/Hạng 2 Khả năng trả nợ ngắn hạn tốt hoặc tốt nhất         |
| A3                              | Chất lượng trên trung bình và mức rủi ro thấp.                                             | Hạng 1/Hạng 2 Khả năng trả nợ ngắn hạn tốt hoặc tốt nhất         |
| Baa1                            | Chất lượng trung bình, với một vài yếu tố đầu cơ và rủi ro tín dụng đáng kể                | Hạng 2 Khả năng trả nợ ngắn hạn tốt                              |
| Baa2                            | Chất lượng trung bình, với một vài yếu tố đầu cơ và rủi ro tín dụng đáng kể                | Hạng 2/ Hạng 3 Khả năng trả nợ ngắn hạn tốt hoặc ở mức chấp nhận |
| Baa3                            | Chất lượng trung bình, với một vài yếu tố đầu cơ và rủi ro tín dụng đáng kể                | Hạng 3 Khả năng trả nợ ngắn hạn ở mức chấp nhận                  |
| Bậc đầu cơ                      |                                                                                            |                                                                  |
| Hạng                            | Theo dài hạn                                                                               | Theo ngắn hạn                                                    |
| Ba1                             | Có yếu tố đầu tư, nhưng rủi ro tín dụng đáng kể                                            | Không có hạng nào                                                |
| Ba2                             | Có yếu tố đầu tư, nhưng rủi ro tín dụng đáng kể                                            | Không có hạng nào                                                |
| Ba3                             | Có yếu tố đầu tư, nhưng rủi ro tín dụng đáng kể                                            | Không có hạng nào                                                |
| B1                              | Có yếu tố đầu tư, nhưng rủi ro tín dụng cao                                                | Không có hạng nào                                                |
| B2                              | Có yếu tố đầu tư, nhưng rủi ro tín dụng cao                                                | Không có hạng nào                                                |
| B3                              | Có yếu tố đầu tư, nhưng rủi ro tín dụng cao                                                | Không có hạng nào                                                |
| Caa1                            | Chất lượng thấp và rủi ro tín dụng rất cao                                                 | Không có hạng nào                                                |
| Caa2                            | Chất lượng thấp và rủi ro tín dụng rất cao                                                 | Không có hạng nào                                                |
| Caa3                            | Chất lượng thấp và rủi ro tín dụng rất cao                                                 | Không có hạng nào                                                |
| Ca                              | Có tính đầu cơ cao và có khả năng gần như thiếu hụt, nhưng còn có khả năng hoàn vốn và lãi | Không có hạng nào                                                |
| C                               | Chất lượng thấp nhất, thường thiếu hụt và khả năng hoàn lại vốn và lãi thấp                | Không có hạng nào                                                |